# Campus Las Lagunillas
El Campus las Lagunillas es un complejo universitario situado al norte de la ciudad de Jaén (España) y en cual se ubican la mayoría de los edificios y centros de la Universidad de Jaén. Está enmarcado entre la carretera de Madrid, la carretera nacional Bailén-Motril, la avenida Antonio Pascual Acosta y la avenida Ben Saprut. En dicho campus se desarrolla la mayor parte de las actividades docentes de la Universidad de Jaén, así como la sede de los principales edificios administrativos. 

## Instalaciones y edificios

Mapa del campus.

El campus se estructura mediante un sistema de coordenadas horizontales y verticales utilizando letras y números respectivamente para localizar los diferentes edificios:
- A0: Facultad de ciencias de la salud
- A1: Centro de producción y experimentación animal
- A2: Laboratorios docentes y Servicios Centrales de Apoyo a la Investigación
- A3: Escuela Politécnica Superior de Jaén, edificio de despachos y laboratorios junto los aularios del A4, reemplazan desde septiembre de 2004 al emblemático edificio de Peritos, situado en el casco urbano de Jaén, junto al antiguo estadio de la Victoria. Actualmente en el lugar del antiguo emplazamiento de la EPSJ se encuentra una pequeña estatua en su conmemoración.
- A4: Aulario Cesáreo Rodríguez Aguilera

- B1: Rectorado
- B2: Biblioteca. CRAI
- B3: Facultad de ciencias experimentales
- B4: Aulario Flores de Lemus
- B5: Aulario Coello de Portugal y Quesada, donde se encuentran ubicadas las secretarías.

- C1: Dirección y gestión de Centros: Aula Magna
- C2: Bachiller Pérez de Moya, en el cual se encuentran las principales oficinas de atención al estudiante, la oficina de relaciones internacionales, el Servicio de Asuntos Económicos, y los despachos de las asociaciones de estudiantes.
- C3: Aulario Juan de Mata Carriazo
- C4: Usos Múltiples Antonio Machado, en el cual se dispone un gran comedor universitario así como distintos locales donde se asientas varias empresas de servicios, la tienda de la UJA y UniRadio Jaén.
- C5: Facultad de humanidades y ciencias de la educación II. Facultad de trabajo social II
- C6: Institutos de Investigación

- D1: Usos Múltiples Rafael Zabaleta: Donde hay una cafetería y se aloja el Servicio de Informática.
- D2: Facultad de humanidades y ciencias de la educación I. Facultad de trabajo social I
- D3: Facultad de ciencias sociales y jurídicas, edificio departamental, que alberga los Departamentos de Derecho Público y Derecho Privado Especial (que aglutina las áreas de Derecho Constitucional, Derecho Administrativo, Derecho del Trabajo, Derecho Mercantil, Derecho Internacional Privado, Historia del derecho y Ciencia Política); el de Derecho Penal y Filosofía del Derecho, el de Derecho Civil y Derecho Financiero y Tributario, el Departamento de Derecho Eclesiaticos, Procesal, Romano e Internacional Público, el Departamento de Economía (acoge a Economía Aplicada, Fundamentos e Historia económica), Departamento de Economía Financiera y Contabilidad, Departamento de Organización de Empresas, Marketing y Sociología.
- D4: Laboratorios de investigación y transferencia

Por otra parte en el campus también se ubica el Edificio CM Colegio Mayor Domingo Savio, el Edificio AU, de Alojamientos Universitarios, instalaciones deportivas como el Edificio P Pabellón Polideportivo de Jaén y un campo de fútbol, así como un servicio de guardería y alojamientos universitarios. Es un hecho destacable que dicha infraestructura universitaria cuenta con un gran número de aparcamientos, espacios abiertos, zonas verdes y jardines que invitan al descanso. En este sentido es posible destacar la Plaza de los Pueblos.

## Fotografías de los edificios

Edificio A0, Facultad de Ciencias de la Salud.
Edificio A1, Centro de producción y experimentación animal.
Edificio A2, Laboratorios docentes y Servicios Centrales de Apoyo a la Investigación.
Edificio A3, Escuela politécnica superior de Jaén.
Edificio A4, Aulario Cesáreo Rodríguez-Aguilera.
Edificio B1, Rectorado.
Edificio B2, Biblioteca. CRAI.
Edificio B3, Facultad de Ciencias Experimentales.
Edificio B4, Aulario Flores de Lemus.
Edificio B5, Aulario Coello de Portugal y Quesada.
Edificio C1, Aula Magna.
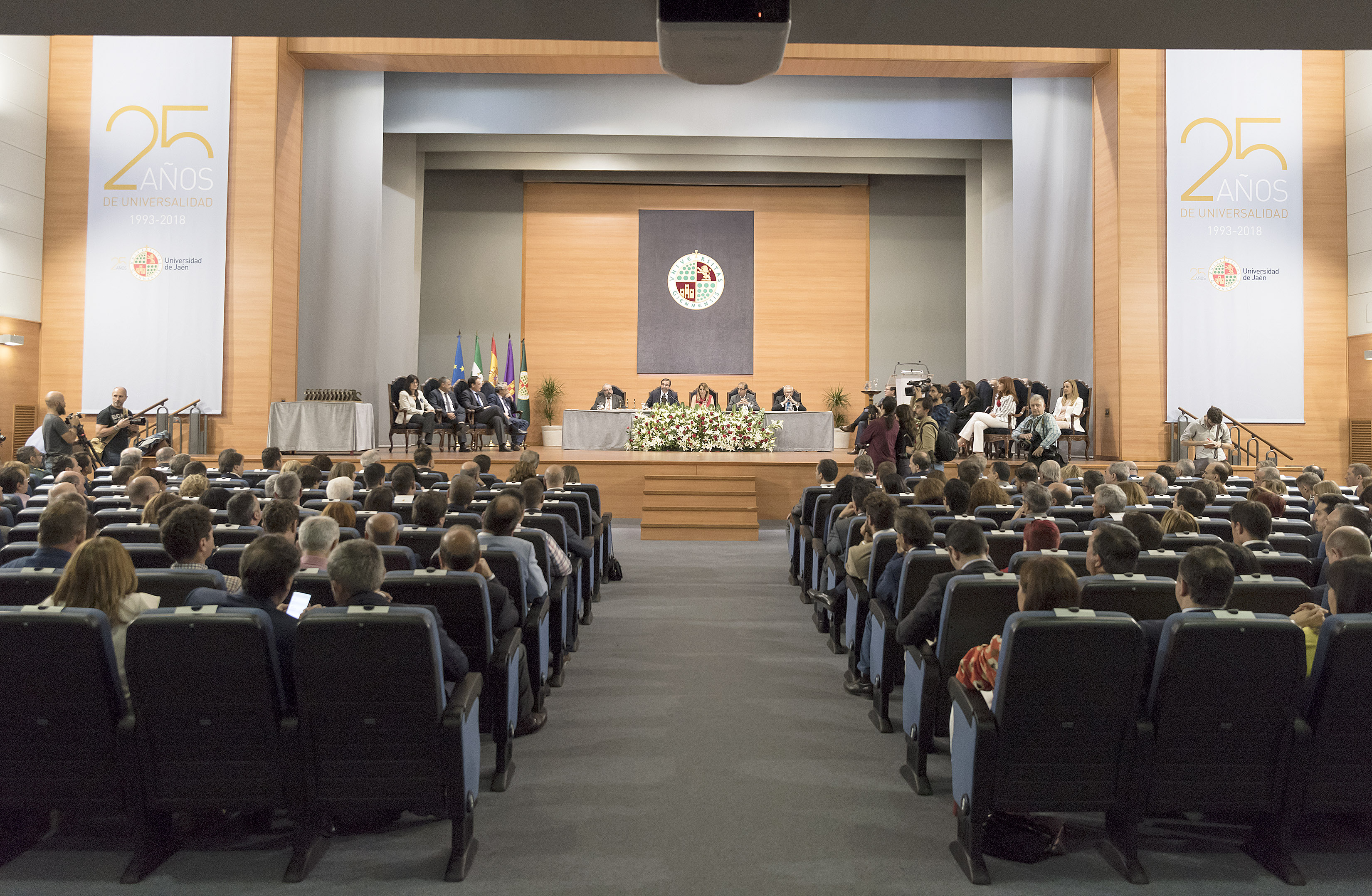
Interior del edificio C1. Aula Magna de la universidad.
Edificio C2, Bachiller Pérez de Moya.
Edificio C3, Aulario Juan de Mata Carriazo.
Edificio C4, Edificio de usos múltiples.
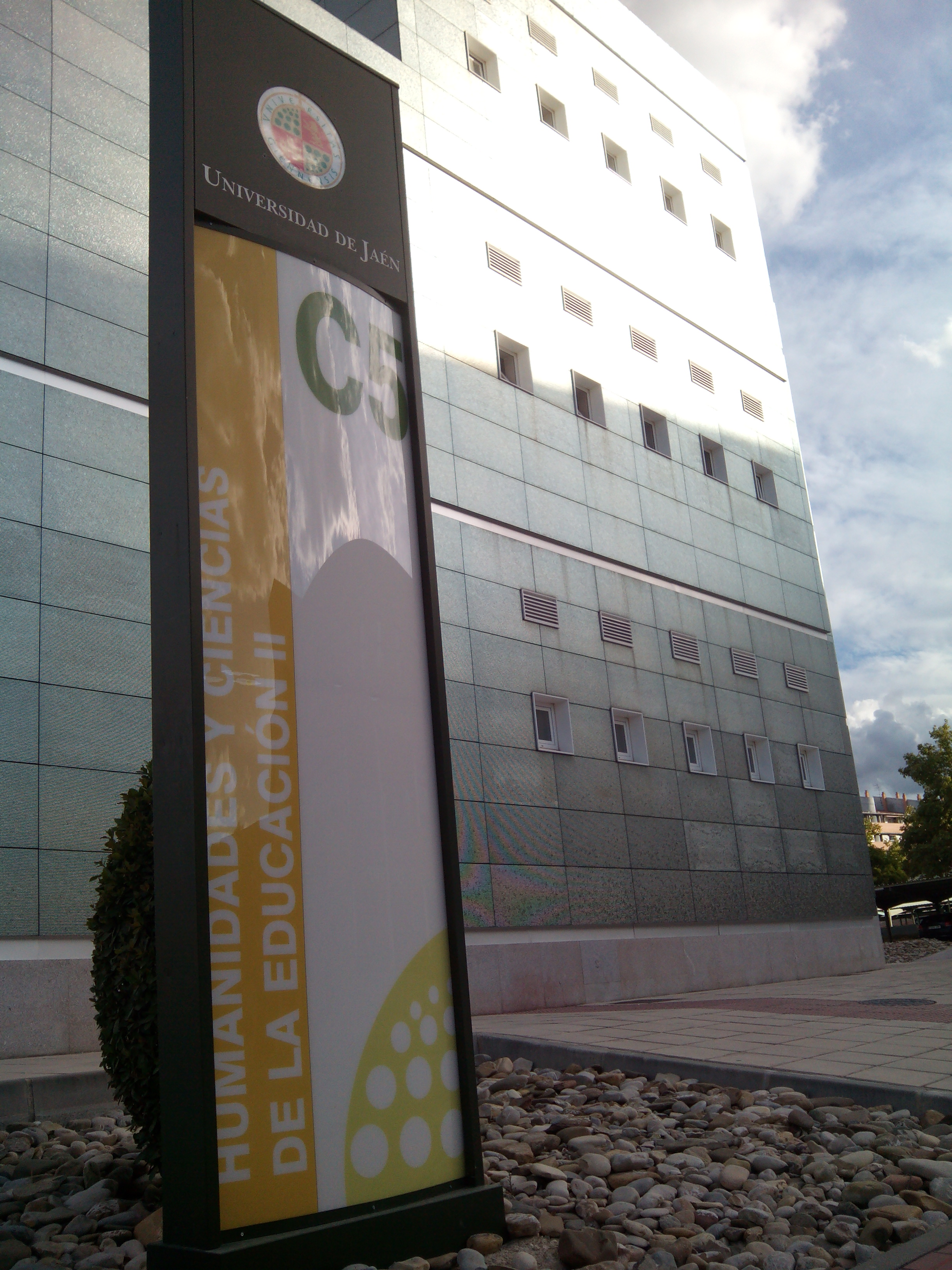
Edificio C5, Facultad de humanidades y ciencias de la educación II. Facultad de trabajo social II.
Edificio C6, Institutos de Investigación.
Edificio D1, Usos Múltiples Rafael Zabaleta.
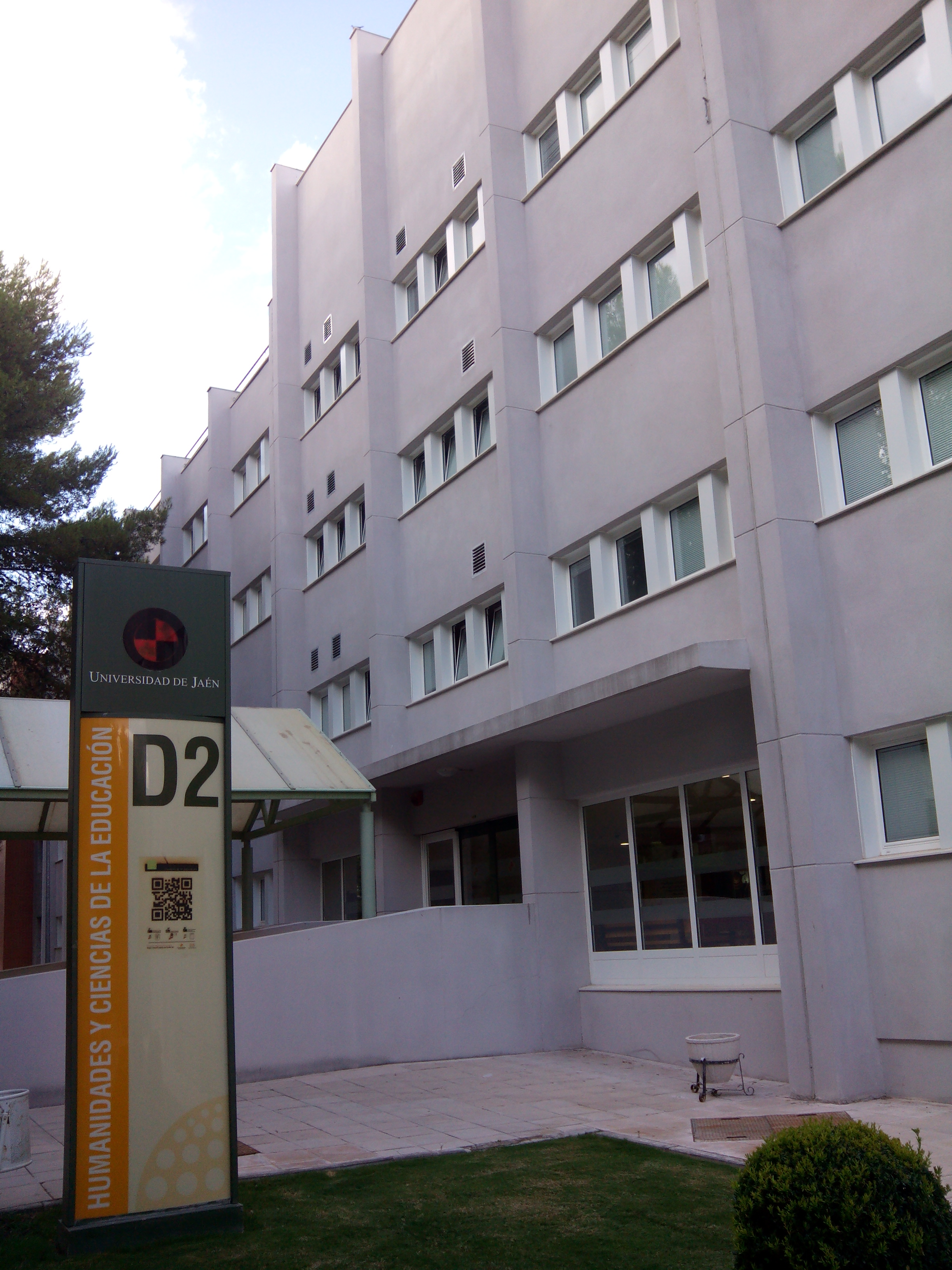
Edificio D2, Facultad de humanidades y ciencias de la educación I. Facultad de trabajo social I.
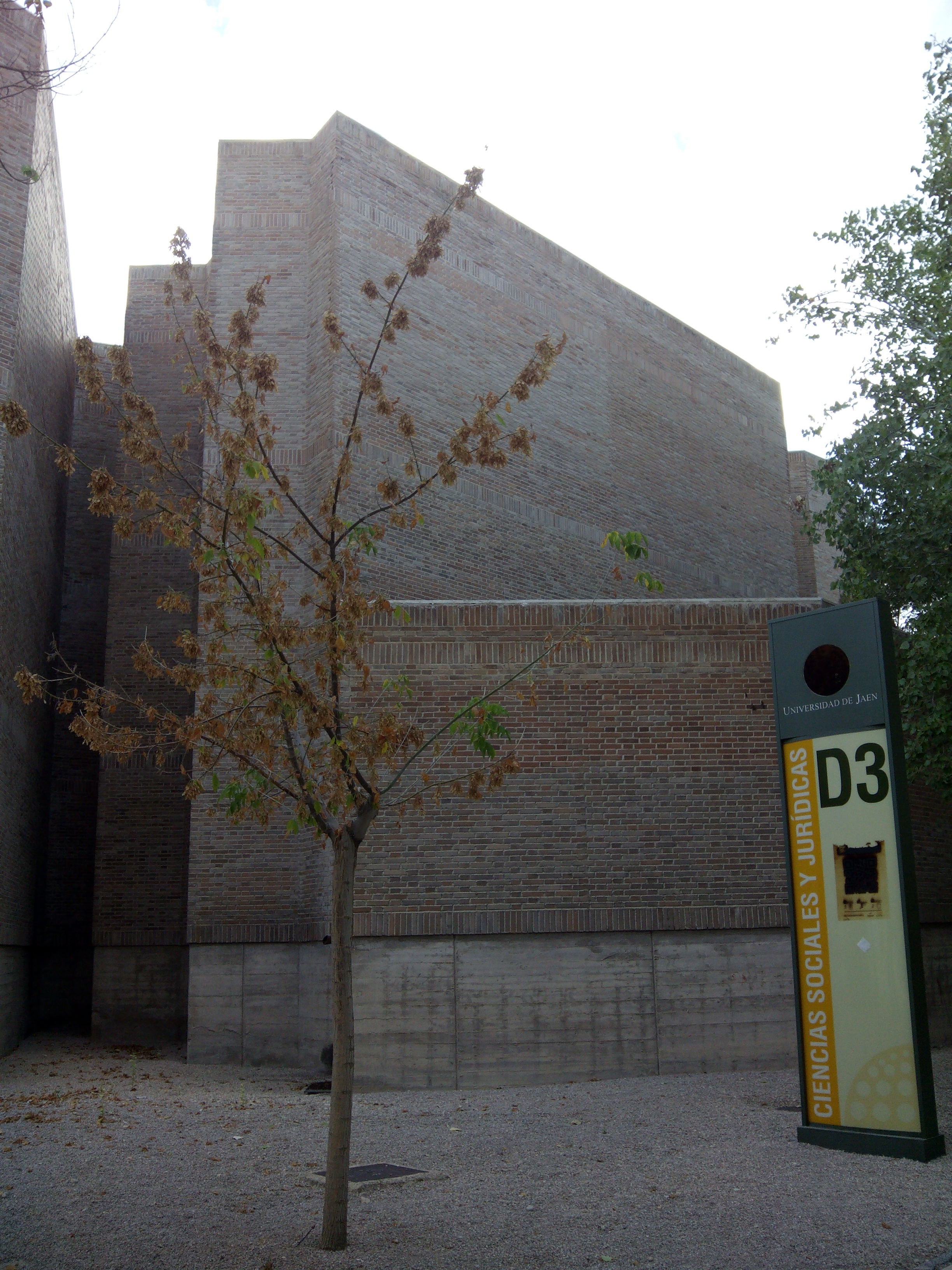
Eficicio D3, Facultad de ciencias sociales y jurídicas.
Eficicio D4, Laboratorios de investigación y transferencia.

## Transporte público
Tranvía
Junto al campus, en la Carretera de Madrid, existe una estación de la Línea 1 del Tranvía de Jaén. Sin embargo actualmente no está disponible este servicio.
Autobús
Varias líneas del servicio de autobuses urbanos de Jaén tienen parada en el campus Las Lagunillas, concretamente las siguientes.
| Líneas de autobús urbano de Jaén con parada en el campus | Líneas de autobús urbano de Jaén con parada en el campus                        |
| Línea                                                    | Trayecto                                                                        |
| -------------------------------------------------------- | ------------------------------------------------------------------------------- |
| 4                                                        | La Alcantarilla - La Glorieta - Centro - Universidad - Centro comercial La Loma |
| 7                                                        | Polígono El Valle - Universidad - Centro                                        |
| 9                                                        | Tiro Nacional - Circunvalación - Polígono El Valle - Universidad                |
| 12                                                       | Centro - Universidad - Centro comercial La Loma                                 |
| 14                                                       | Avenida de Andalucía - Urb. Azahar - Centro comercial La Loma                   |
| 17                                                       | Urb. Azahar - Las Fuentezuelas - Universidad - Polígono El Valle                |